# Sal·luvis
Els sal·luvis, sàlies, salis o sàl·lies (llatí: Salluvii, Salyes, Salyi, Sallyes o Sallies; grec antic: Σάλυες segons Esteve de Bizanci) eren un poble gal. El seu nom apareix escrit de moltes maneres, entre elles la forma grega Ligyes  (aquí només s'esmenten les quatre principals). El seu territori depenia de Massàlia i era anomenat Ligystice en temps d'Estrabó. El geògraf vol dir que els antics grecs no coneixien el nom de sal·luvis, sinó només el del poble al que pertanyien. Titus Livi diu que quan els foceus van fundar Massàlia, van ser atacats pels sal·luvis.

## Història

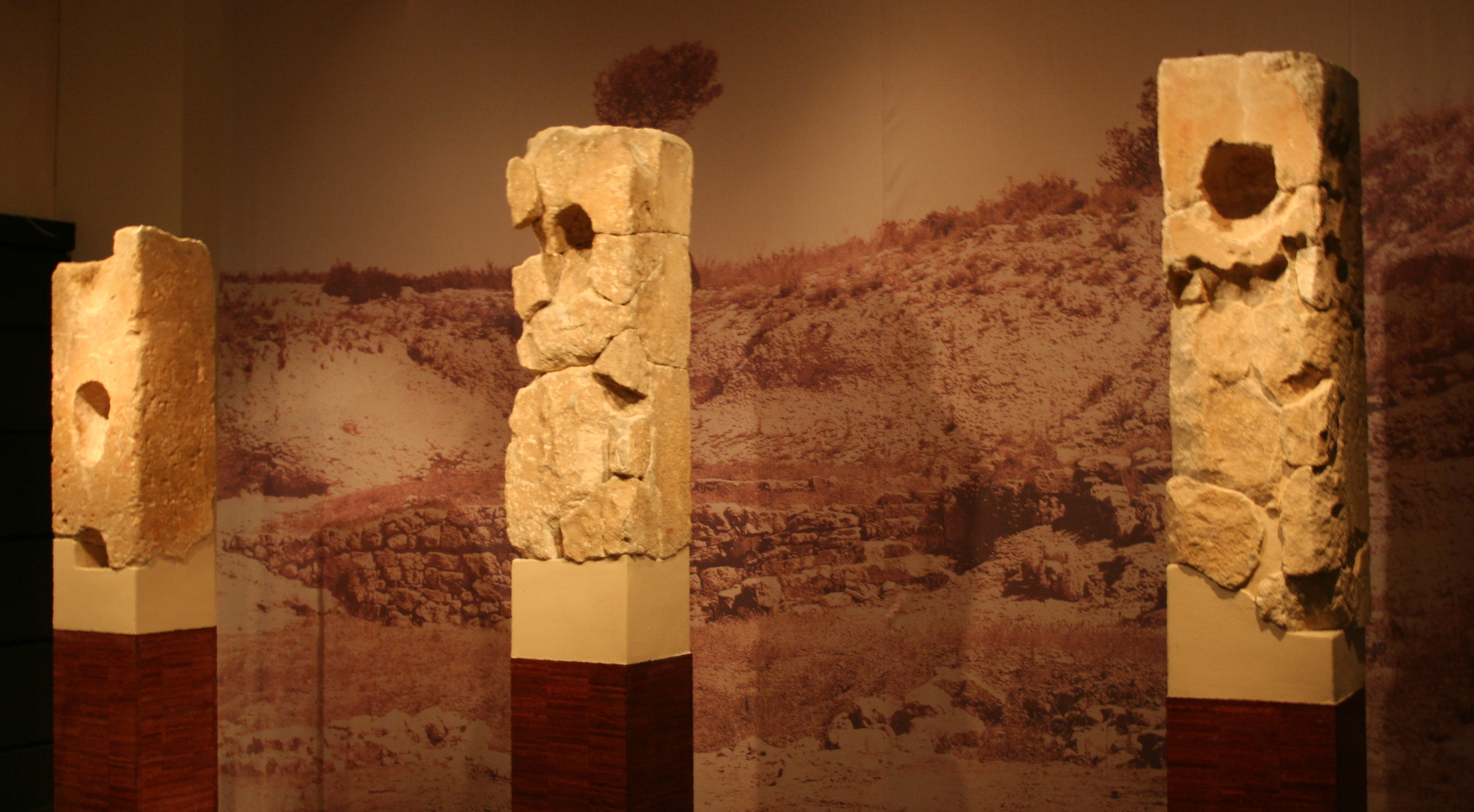
Pilars del pòrtic del jaciment sal·luvi de Roquepertuse, amb espais buits per a col·locar-hi cranis (s. III-II aC)

Estrabó parla dels sal·luvis quan fa una descripció dels Alps. Diu que el seu territori anava d'Antípolis a Massàlia, i més enllà encara, ocupant la part interior del país que és muntanyosa, i estenent-se fins a ocupar algunes parts de la costa on es van barrejar amb els grecs. Arribaven a l'oest fins i tot més enllà del Roine, pel nord fins al Druentia (Durance) darrere del qual habitaven els cavars (cavares) que vivien entre el Druentia i l'Isara (Isere). Per tant, els sàlies ocupaven la plana a l'est de Tarascó i Arle i també les zones muntanyoses. A l'est dels sal·luvis hi vivien els pobles celto-lígurs dels albici, suetri, nerusii, oxybii i deciates, i probablement els segobriges. Als sal·luvis els descriu com a celtolígies (celto-lígurs), i sembla que eren lígurs barrejats amb gals.
Claudi Ptolemeu esmenta com a ciutats del seu territori Tarascon, Glanum (Saint Remi), Arelatum (o Arelate, colònia romana), moderna Arle, Aquae Sextiae, moderna Ais de Provença (colònia romana Aquae Sextiae Salluviorum) i Ernaginum.
Els sal·luvis eren un poble guerrer que disposava d'infanteria i cavalleria i estava distribuït en deu tribus o divisions. Va ser el primer poble transalpí a qui van sotmetre els romans, segons diu Luci Anneu Flor. Els romans van estar lluitant molt de temps contra els ligurs i els sal·luvis, ja que la seva situació els tallava el pas cap a Hispània. Atacaven les legions tant per mar com per terra i no hi havia camins segurs. Després de vuitanta anys de lluita contra els romans, aquests van aconseguir que una via de 12 estadis d'amplada garantís el pas cap a Hispània.
A la Segona Guerra Púnica, diu Titus Livi, van ser convençuts pels ínsubres, cenomans i bois per unir-se als cartaginesos i tots junts van atacar Placentia sota direcció d'Hamílcar, mentre Massàlia recolzava els romans. L'any 154 aC els romans, sota el comandament del cònsol Quint Opimi, van assistir a Massàlia, amenaçada pels oxibis i deciats i quan van arribar, van poder derrotar els gals. Els sàlies o sal·luvis van ser derrotats de nou l'any 125 aC pel cònsol Marc Fulvi Flac, i altre cop el 123 aC pel cònsol Gai Sexti Calví, que va completar la seva submissió prenent l'oppidum d'Entremont i va fundar Aquae Sextiae en el seu territori. Sembla que Sexti Calví va vendre els sal·luvis supervivents com a esclaus. El seu cap, Teutomali, va poder fugir del territori i es va refugiar entre els al·lòbroges.